# Рідківці
Рі́дківці — село в Україні, у Магальській сільській громаді Чернівецького району Чернівецької області.

## Назва
До радянських часів мало назву Раранче, Рараньча.

## Історія
В околицях села виявлено залишки давньоруського поселення XII—XIII століть.
У XIX столітті громада Раранча користувалася печаткою з гербом  —зображенням грецького (рівнораменного) геральдичного хреста — і написом українською мовою (латинкою): «Hromada Rarancze».
1906 року в Раранчі звели незвичайну як для Буковини церкву Успіння Пресвятої Богородиці, у стилі модерн.
1946 року Указом ПВС УРСР село Раранча перейменовано на Рідківці.
З 24 серпня 1991 року село входить до складу незалежної України.

## Населення
Населення становить 4376 осіб за даними перепису 2001 року.

### Мова
Розподіл населення за рідною мовою за даними перепису 2001 року:
| Мова       | Кількість | Відсоток |
| ---------- | --------- | -------- |
| українська | 4056      | 97.10%   |
| російська  | 63        | 1.51%    |
| румунська  | 51        | 1.22%    |
| польська   | 4         | 0.10%    |
| білоруська | 2         | 0.05%    |
| вірменська | 1         | 0.02%    |
| Усього     | 4177      | 100%     |

## Відомі люди
- Євгенія Ярошинська (1868—1904) — українська письменниця, перекладач, етнограф, фольклорист, педагог, громадська діячка. Вчителювала у місцевій школі.
- Іван Красовський (справжнє ім'я — Тодорюк Іван Іванович; нар. 15 лютого 1968) — співак, баритональний тенор, соліст Академічного ансамблю пісні і танцю Державної прикордонної служби України. Заслужений артист України (2002). Лауреат Міжнародного фестивалю «Веселка» в Угорщині (1993), Всеукраїнського  конкурсу «Доля» (1994) у Чернівцях, Всеукраїнського «Пісенного вернісажу» (2002), переможець гран-прі фестивалю сучасного романсу «Осіннє рандеву» у Миргороді (2003).
- Миханюк Василь Миколайович — сержант Збройних сил України, учасник російсько-української війни 2014—2015 років.
- Лупул Омелян Володимирович (нар. 1950) — український поет-лірик, байкар.
- Мельник Олег Петрович — український науковець, доктор ветеринарних наук, професор, академік НАН Вищої школи України.

## Герб і прапор
Закручений знизу щит, розтятий і перетятий навпіл. В першій пурпуровій частині — золота (жовта) літера «Р» (кирилиця, прописне, каліграфія). В другій частині (зеленій) — пам'ятник полеглим у битві, що відбулася поблизу села (1739 р.) між російськими військами і турками. Арка і хрест — срібні (білі), а дзвін золотий (жовтий). У третій (зеленій) частині щита — дві срібні перехрещені кияні (білі) з золотими (жовтими древками. В четвертій частині — срібний (білий) соняшник з золотими (жовтими) пелюстками та золота (жовта) крапля  олії. Щит розміщено в золотому декоративному картуші й увінчано короною з золотого (жовтого) колосся. Хліб усьому голова.

### Значення символів
Літера «Р», що у полі щита,— перша буква назви села (як давньої — Раранча, так і теперішньої — Рідківці) це символ, який поєднує давню топоніміку (історичну) й новітню; — естафета поколінь.
Автор пам'ятника полеглим у битві 1739 р. — член Національної спілки художників України М. Лисаківський. Цей символ є зміною попередньому (в попередніх варіантах герба — перехрещених російської шпаги та турецького ятагана) на пам'ятник.
Кияні символізують кар'єр, де видобувають камінь. Соняшник і крапля олії — символ добра, сонця,  миру.
Зелений колір в полях щита — колір прапора області. Малиновий колір (козацький) — колір прапора Рідківців.

## Природоохоронні об'єкти
У селі розташований Рідківський парк, неподалік від села — орнітологічний заказник «Василишине».

## Пам'ятки
- Буковинський урочистий вінок з ковилою - об'єкт нематеріальної спадщини України. В такому вінку дружки та наречена ходять запрошувати на весілля. Шиють вінок на замовлення у майстринь.[2]

## Галерея

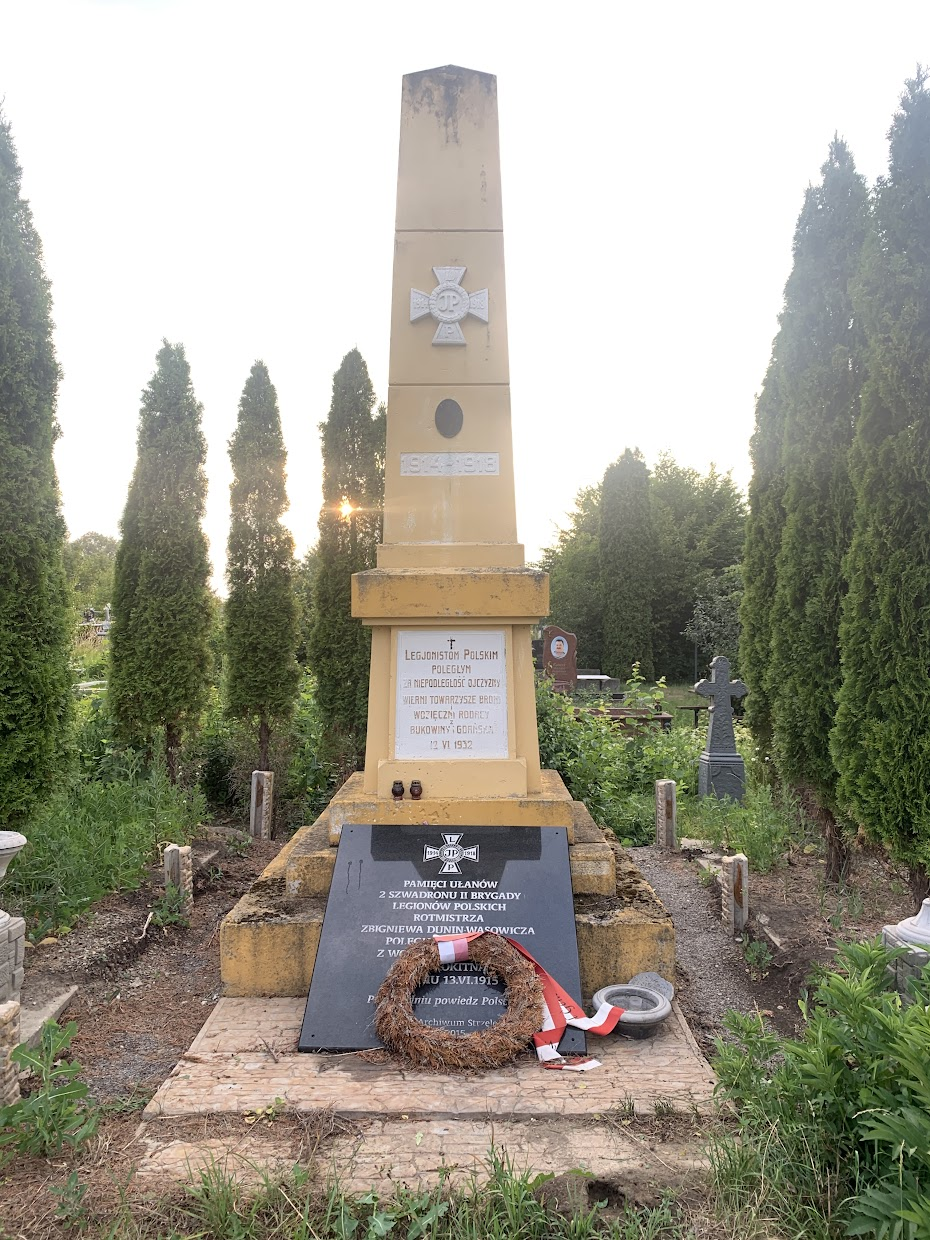
Пам'ятник легіонерам Польського Легіону полеглим у битві під Рокитне
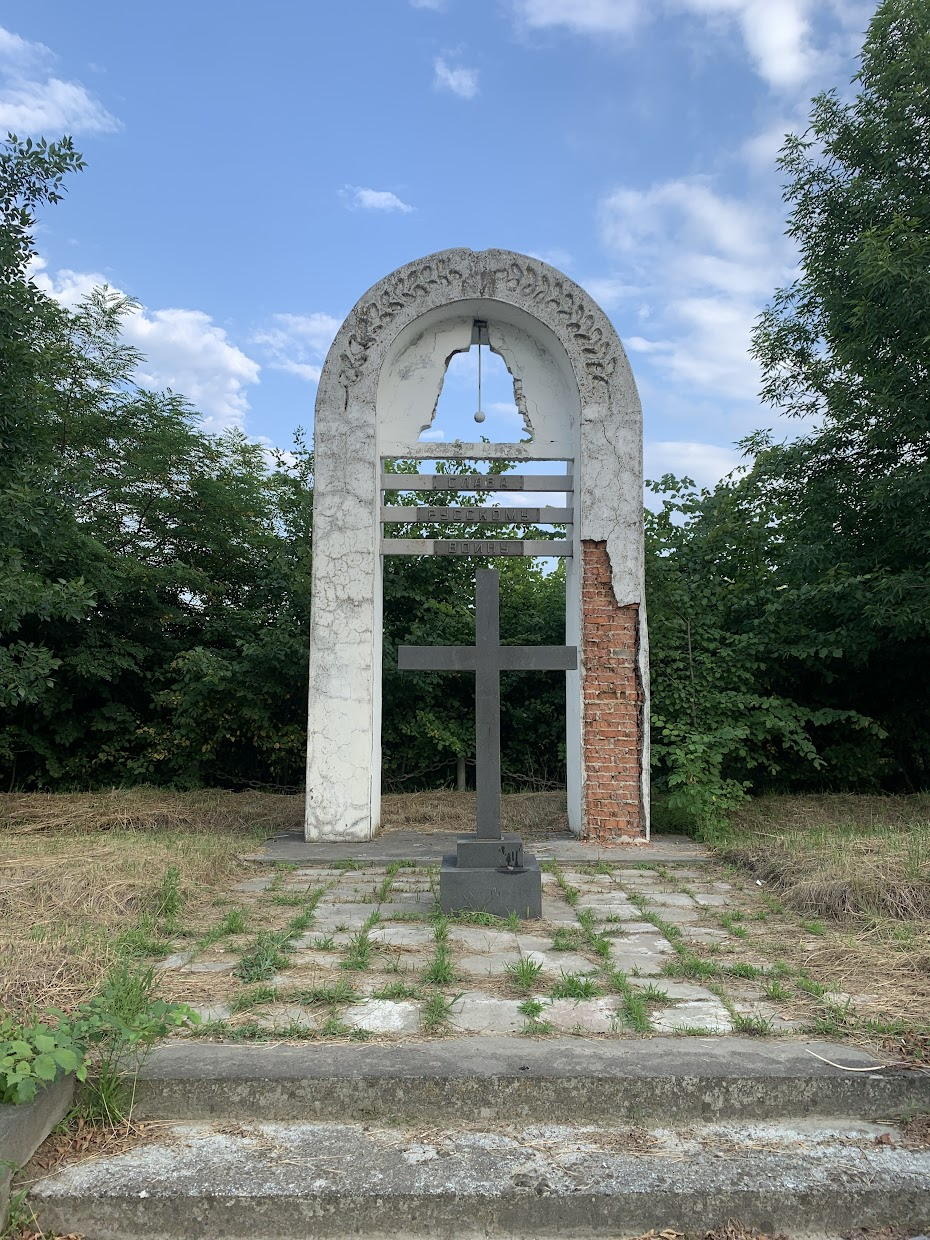
Пам'ятник полеглим у битві в околицях села між російськими та турецьким військами